# Sommer-Paralympics 2020/Teilnehmer (Österreich)
| stlisierte Goldmedaille | stlisierte Silbermedaille | stlisierte Bronzemedaille |
| ----------------------- | ------------------------- | ------------------------- |
| 1                       | 5                         | 3                         |

Österreich nominierte für die Sommer-Paralympics 2020 in Tokio vom 24. August bis zum 5. September 2021 eine Mannschaft aus 24 Athleten. Das Team des Österreichischen Paralympischen Committees (ÖPC) war in den acht Sportarten Leichtathletik, Kanu, Radsport, Reiten, Schwimmen, Tischtennis, Triathlon und Rollstuhltennis vertreten. Die gesamte österreichische Delegation, inklusive Betreuern, administrativem und medizinischem Personal, umfasste 59 Personen.
Jüngste österreichische Teilnehmerin war Schwimmerin Janina Falk (18), ältester Teilnehmer Rollstuhltennisspieler Martin Legner (59), für den dies die achten Spiele waren. Für elf Athleten war es die erste Teilnahme an den Paralympics. Die Einkleidung des Paralympic Team Austria erfolgte am 21. Juli 2021, die Verabschiedung und Vereidigung durch Vizekanzler und Sportminister Werner Kogler am 22. Juli 2021.
Als Fahnenträger der Eröffnungsfeier wurden Natalija Eder und Günther Matzinger ausgewählt. Fahnenträger der Abschlussfeier war der Kanute Markus Swoboda.

## Medaillengewinner
| Name/n             | Sportart      | Wettkampf                            | Datum         |
| ------------------ | ------------- | ------------------------------------ | ------------- |
| Gold               |               |                                      |               |
| Walter Ablinger    | Radsport      | Einzelzeitfahren Klasse H3           | 31. Aug. 2021 |
| Silber             |               |                                      |               |
| Pepo Puch          | Reiten        | Einzelwertung der Wettkampfklasse II | 26. Aug. 2021 |
| Florian Brungraber | Paratriathlon | PTWC                                 | 29. Aug. 2021 |
| Pepo Puch          | Reiten        | Grade II im Freestyle                | 30. Aug. 2021 |
| Thomas Frühwirth   | Radsport      | Einzelzeitfahren Klasse H4           | 31. Aug. 2021 |
| Thomas Frühwirth   | Radsport      | Straßenrennen Klasse H4              | 1. Sep. 2021  |
| Bronze             |               |                                      |               |
| Alexander Gritsch  | Radsport      | Einzelzeitfahren Klasse H4           | 31. Aug. 2021 |
| Alexander Gritsch  | Radsport      | Straßenrennen Klasse H4              | 1. Sep. 2021  |
| Walter Ablinger    | Radsport      | Straßenrennen Klasse H3              | 1. Sep. 2021  |

## Teilnehmer

### Kanu
- Markus Mendy Swoboda

### Leichtathletik
- Natalija Eder
- Thomas Geierspichler
- Bil Marinkovic

### Radsport
- Walter Ablinger
- Ernst Bachmaier
- Elisabeth Egger
- Thomas Frühwirth
- Alexander Gritsch
- Yvonne Marzinke

### Reiten
- Bernd Brugger
- Pepo Puch
- Julia Sciancalepore
- Valentina Strobl

### Rollstuhltennis
- Thomas Flax
- Nico Langmann
- Martin Legner
- Josef Riegler

### Schwimmen
- Andreas Ernhofer
- Janina Falk
- Andreas Onea

### Tischtennis
- Krisztian Gardos

### Triathlon
- Florian Brungraber
- Günther Matzinger